# Каподризе
Каподризе, Каподрізе (італ. Capodrise) — муніципалітет в Італії, у регіоні Кампанія,  провінція Казерта.
Каподризе розташоване на відстані близько 180 км на південний схід від Рима, 25 км на північ від Неаполя, 4 км на південний захід від Казерти.
Населення — 10 009 осіб (2014).

## Демографія
Населення за роками:

Станом на 1 січня 2023 року в муніципалітеті офіційно проживало 311 іноземців з 33 країн, серед них 72 громадяни країн Євросоюзу та 40 громадян України.

## Сусідні муніципалітети
- Марчанізе
- Портіко-ді-Казерта
- Рекале
- Сан-Марко-Еванджеліста
- Сан-Нікола-ла-Страда